# Een stem in de regen
Een stem in de regen is een lied gezongen door Liesbeth List begeleid door het orkest van Charlie Nederpelt. Het werd in 1964 uitgebracht door RCA Victor. Het is een cover/vertaling van een nummer van Michel Legrand onder vertaling van Hans Andreus.
Het jaar startte ongelukkig voor Liesbeth List. Samen met de beroemde zanger Serge Gainsbourg zou ze in het televisieprogramma Voorstelling zingen. Bij de eindmontage bleek echter dat de balans onvoldoende was en de VARA besloot het niet uit te zenden, maar vergat de artieste daarvan op de hoogte te stellen. Niet veel later mocht zij optreden in het AVRO jeugdprogramma Combo. In het door Gerrit den Braber geleide programma van 24 maart 1964 werd ze begeleid door een combo onder leiding van Joop Stokkermans.
Ze was destijds nog geen professioneel zangeres, ze was secretaresse die als zangeres in het land optrad. Van het geld betaalde ze zanglessen bij Bep Ogterop. Ze zong Een stem in de regen, dat samen met Ik loop alleen op single werd uitgebracht. 
 Ik loop alleen was een vertaling van het lied No one’s waiting for me van Dion DiMucci en Susan Butterfield.
Het lied sloeg aan bij Tijd voor Teenagers dat destijds ook de hitparade verzorgde, maar daar haalde het voor zover bekend geen notering in.
Cindy Bell zong het lied in de musical Ramses
In genoemd programma Combo zong ook een jonge jazzzanger: Edwin Rutten.